# Malawi na igrzyskach Wspólnoty Narodów
Malawi zadebiutowało na igrzyskach Wspólnoty Narodów w 1970 roku na igrzyskach w Edynburgu i od tamtej pory uczestniczyło we wszystkich organizowanych zawodach. Najwięcej medali (2) reprezentacja Malawi zdobyła w 1986 roku, podczas drugich igrzysk w stolicy Szkocji.

## Klasyfikacja medalowa
| Igrzyska          | Złoto | Srebro | Brąz | Razem |
| ----------------- | ----- | ------ | ---- | ----- |
| 1970 Edynburg     | 0     | 0      | 1    | 1     |
| 1974 Christchurch | 0     | 0      | 0    | 0     |
| 1978 Edmonton     | 0     | 0      | 0    | 0     |
| 1982 Brisbane     | 0     | 0      | 0    | 0     |
| 1986 Edynburg     | 0     | 0      | 2    | 2     |
| 1990 Auckland     | 0     | 0      | 0    | 0     |
| 1994 Victoria     | 0     | 0      | 0    | 0     |
| 1998 Kuala Lumpur | 0     | 0      | 0    | 0     |
| 2002 Manchester   | 0     | 0      | 0    | 0     |
| 2006 Melbourne    | 0     | 0      | 0    | 0     |
| 2010 Nowe Delhi   | 0     | 0      | 0    | 0     |
| Razem             | 0     | 0      | 3    | 3     |

### Według dyscyplin
| Dyscyplina | Złoto | Srebro | Brąz | Razem |
| ---------- | ----- | ------ | ---- | ----- |
| Boks       | 0     | 0      | 3    | 3     |
| Razem      | 0     | 0      | 3    | 3     |